# زرقالی (دهانه)
زَرقالی یک دهانه برخوردی در ماه است. این دهانه به نام ابراهیم زرقالی، ستاره‌شناس عرب، نام‌گذاری شده‌است.

## دهانه‌های اقماری
این دهانه ۱۱ دهانه اقماری دارد.
| زرقالی | عرض جغرافیایی | طول جغرافیایی | قطر          |
| ------ | ------------- | ------------- | ------------ |
| A      | ۱۸٫۰° S       | ۱٫۵° W        | ۱۰٫۰ کیلومتر |
| C      | ۱۷٫۴° S       | ۳٫۷° W        | ۶٫۰ کیلومتر  |
| B      | ۱۷٫۰° S       | ۲٫۹° W        | ۸٫۰ کیلومتر  |
| D      | ۲۰٫۲° S       | ۲٫۱° W        | ۸٫۰ کیلومتر  |
| H      | ۱۸٫۷° S       | ۲٫۰° W        | ۵٫۰ کیلومتر  |
| K      | ۱۸٫۳° S       | ۱٫۶° W        | ۴٫۰ کیلومتر  |
| M      | ۲۰٫۶° S       | ۰٫۹° W        | ۳٫۰ کیلومتر  |
| L      | ۲۰٫۰° S       | ۰٫۱° E        | ۸٫۰ کیلومتر  |
| N      | ۲۰٫۴° S       | ۲٫۲° W        | ۳٫۰ کیلومتر  |
| T      | ۱۷٫۷° S       | ۱٫۳° W        | ۳٫۰ کیلومتر  |
| Y      | ۱۸٫۲° S       | ۴٫۳° W        | ۴٫۰ کیلومتر  |